# Откровение Иоанна Богослова, 16

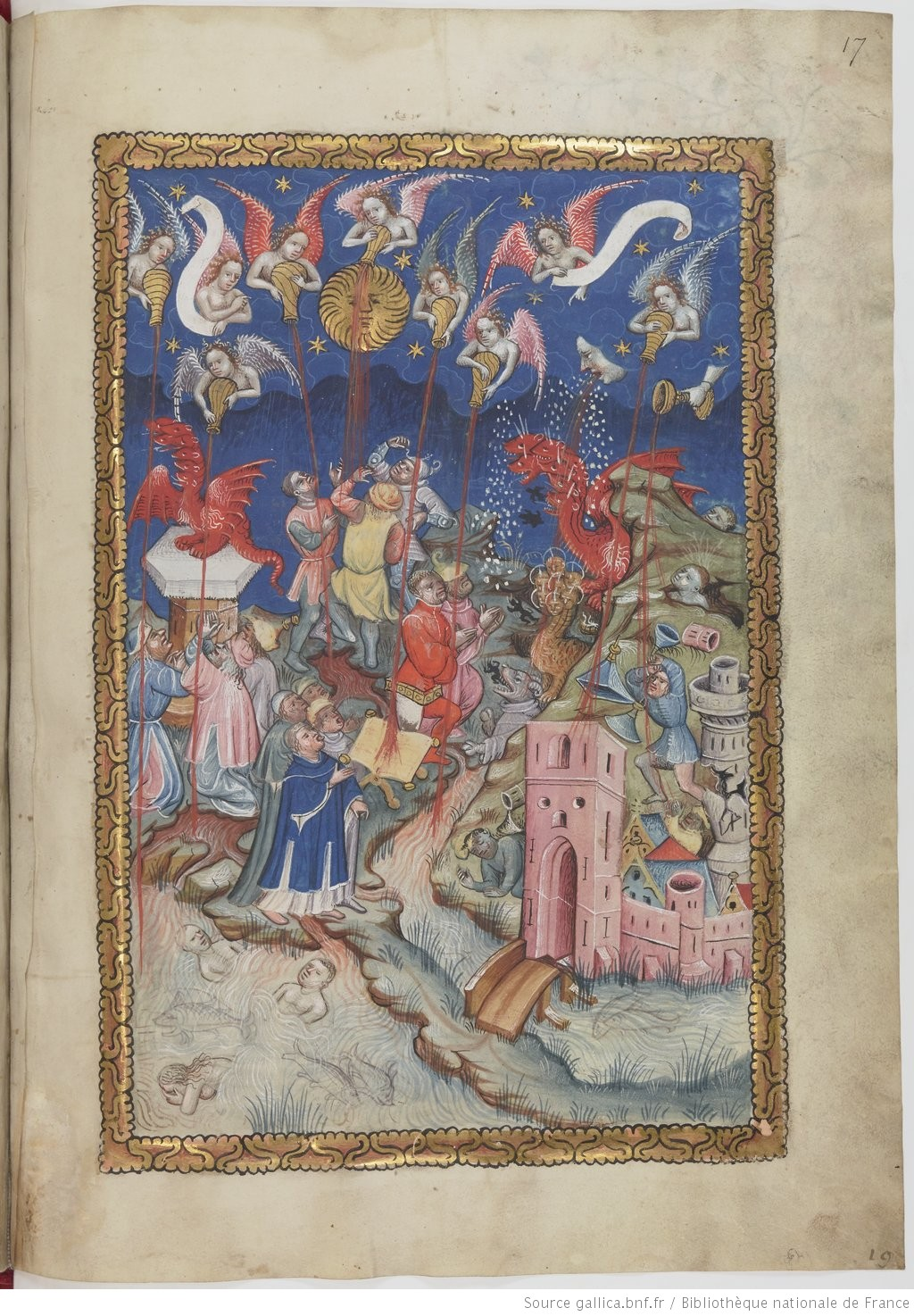

Откровение Иоанна Богослова, Глава 16 — шестнадцатая глава Книги Апокалипсиса (16:1—21), в которой ангелы выливают 7 чаш гнева Божьего.

## Структура
- 1-я чаша на землю (2)
- 2-я чаша в море (3)
- 3-я чаша на реки и источники вод (4-7)
- 4-я чаша на солнце (8-9)
- 5-я чаша на престол Зверя (10-11)
- 6-я чаша на реку Евфрат (12-16)
- 7-я чаша на воздух (17-21)

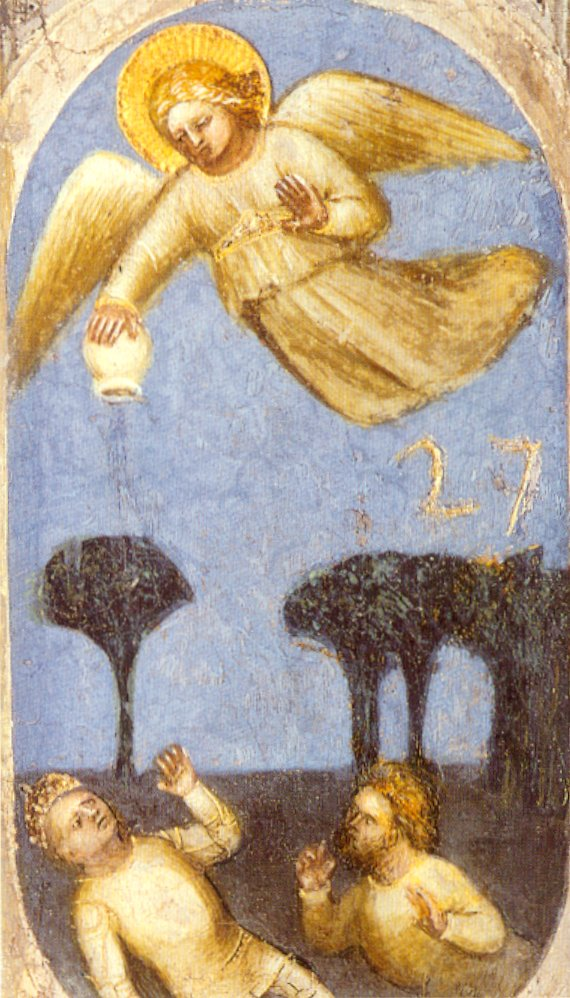
1-я чаша на землю
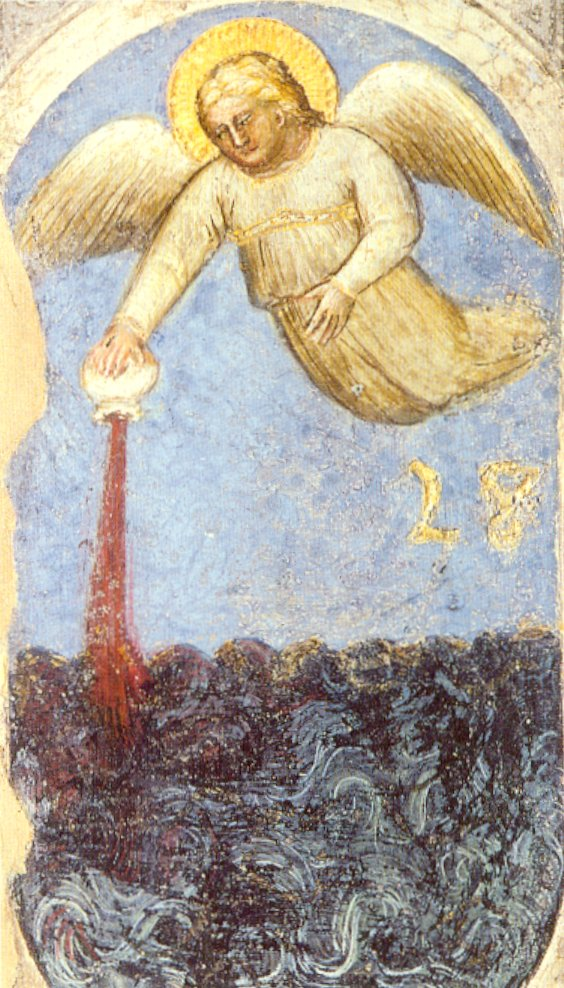
2-я чаша в море
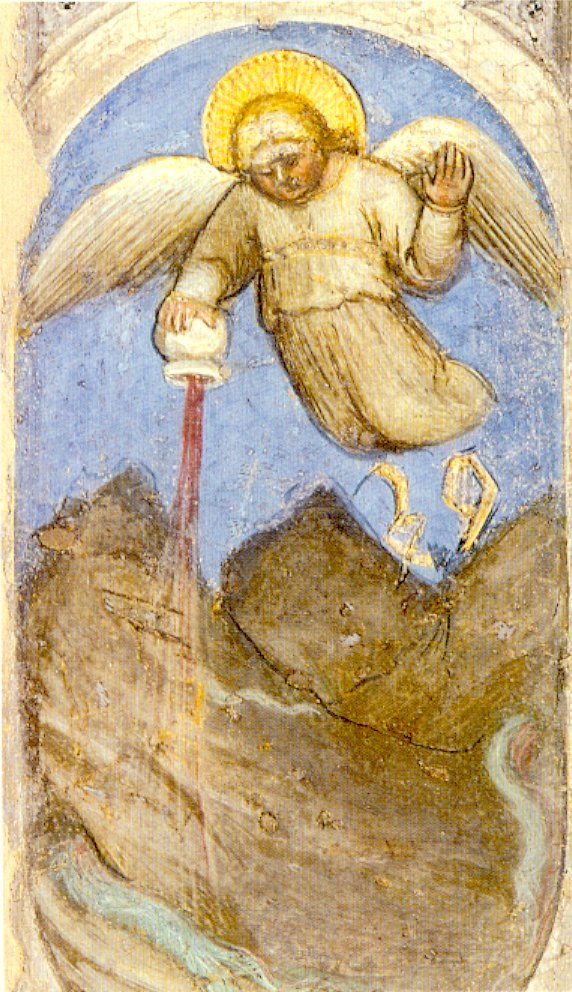
3-я чаша на реки и источники вод
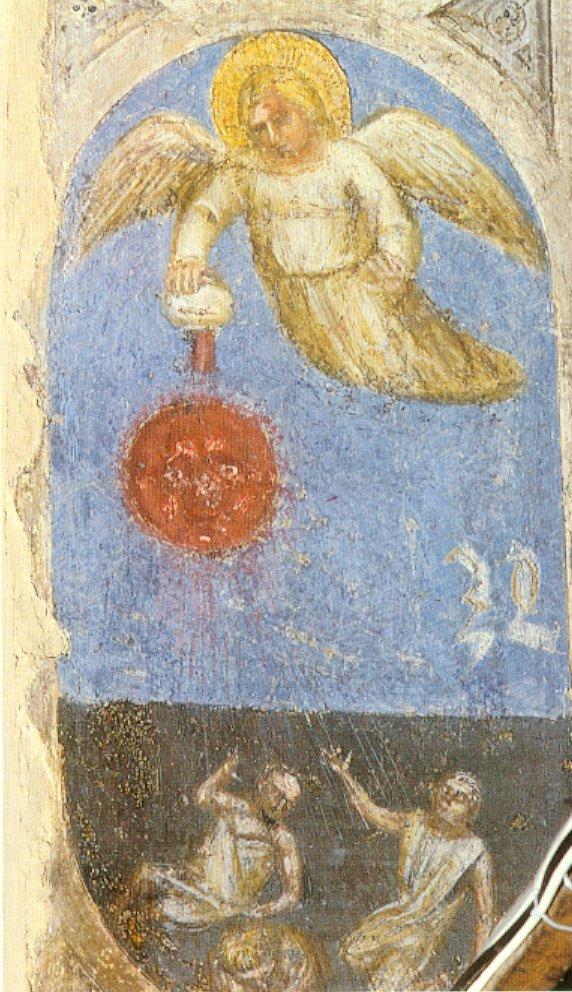
4-я чаша на солнце
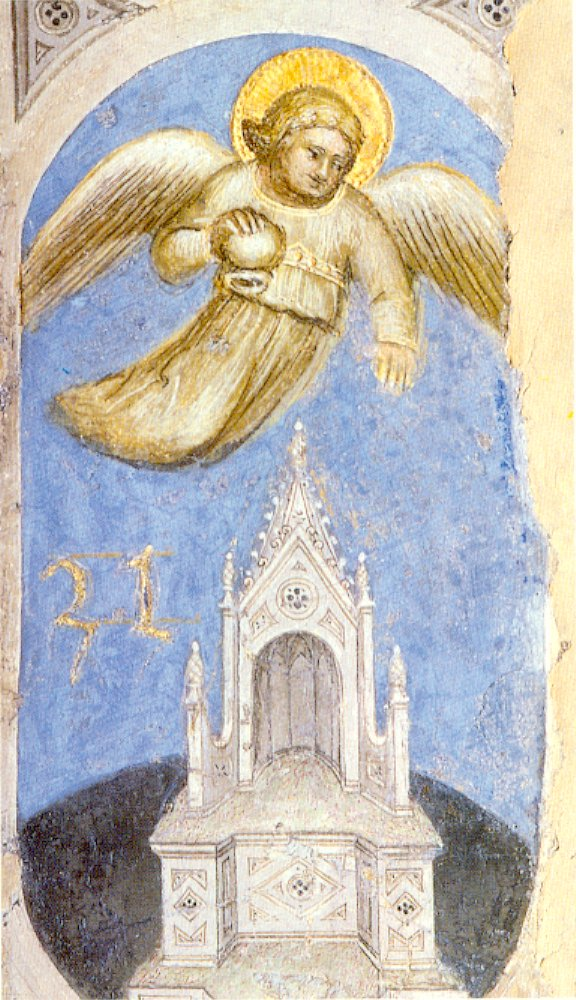
5-я чаша на престол Зверя
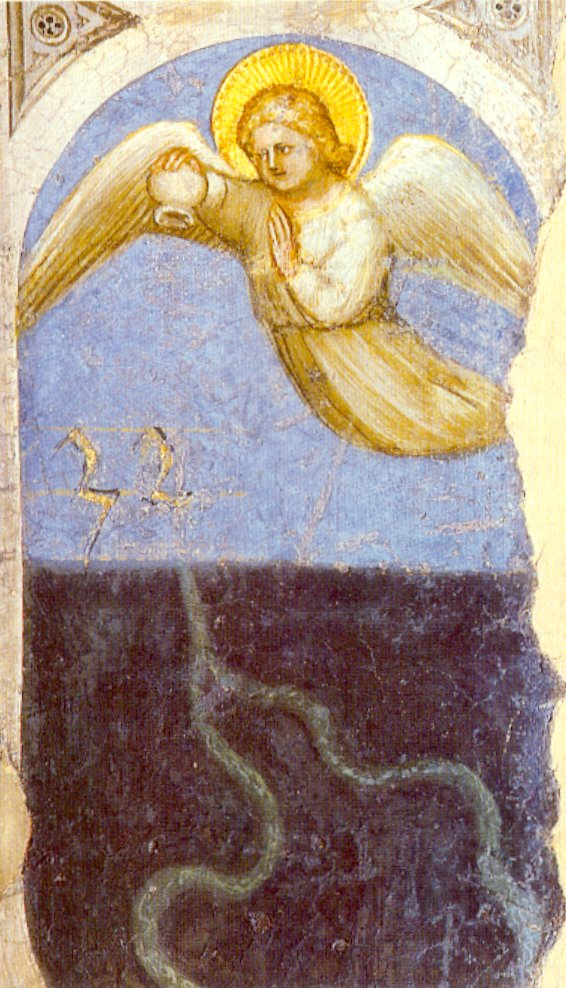
6-я чаша на реку Евфрат
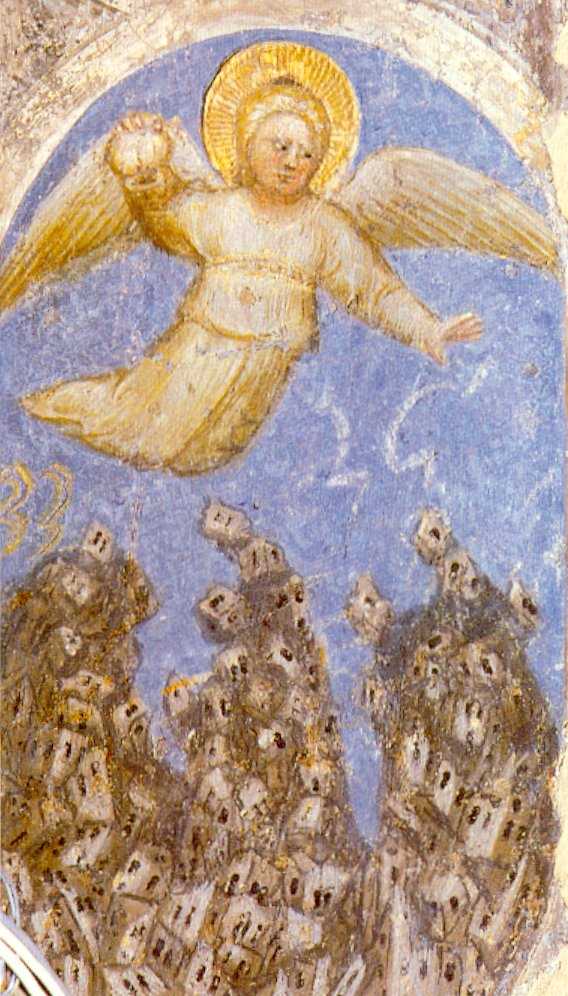
7-я чаша на воздух

## Содержание
Из храма раздается громкий голос, говорящий семи ангелам-мстителям, получившим в предыдущей главе 7 чаш гнева Божьего, чтобы они пошли и вылили вниз. Первый ангел выливает чашу на землю, отчего поклоняющиеся Зверю покрываются язвами. Второй ангел выливает чашу в море — вода превращается в кровь, и в ней умирает все живое. Третий — на реки и источники вод, что отравляет поклоняющихся Зверю. Четвертый — на солнце, отчего людей жжет сильный зной. Пятый ангел — на престол Зверя, отчего его царство покрывает тьма, а поклонники грызут свой язык от боли.
Шестой ангел выливает чашу на реку Евфрат, и в ней пересыхает вода, что открывает путь царям с востока. Из уст Красного дракона, Зверя из моря и Лжепророка выходят нечистые духи, похожие на жаб, они должны собрать царей всей земли — в место, называемое Армагеддон. Седьмой ангел выливает чашу на воздух, после чего происходят небесные знамения и землетрясение, отчего великий город распадается на части.

### Упомянуты
- Семь ангелов-мстителей
- Семь чаш гнева Божьего
- Евфрат
- Дракон
- Зверь из моря
- Лжепророк (Зверь из земли)
- Цари Апокалипсиса
- Армагеддон

## Толкование
7 упомянутых казней имеют своими прообразами 10 казней египетских. Природа в тексте выступает как существо одухотворенное: упомянут некий говорящий «Ангел вод», персонифицирующий реку. Важно, что этими чашами гнева наказываются те, кто поклонились Зверю, имеют его печать. Под Евфратом имеется в виду Парфянское царство, которое тогда противостояло Риму, ангел осушает воды этой реки, чтобы всадникам легче было атаковать Рим. Ангел называет место финальной битвы сил добра и зла — знаменитый Армагеддон, где происходили великие ветхозаветные сражения. После этого великий город (Рим), то есть тирания, распадется.
Если в казнях, следовавших за 7 трубами Апокалипсиса, поражались треть стихии (вод, земли и т. д.), то теперь поражается уже всё целиком. Осушение Евфрата дает возможность ордам с востока напасть на мир. Возможно, на эту тему повлияло взятие Киром Вавилона путём осушения этой реки с помощью дамб. Образ «нечистых духов, подобных жабам», выходящих из уст трех зверей — это обозначение того, что их слова были подобны язвам и бедствиям. Кстати, в зороастризме жабы приносят бедствия и казни и служат помощниками у силы тьмы Ахримана в его борьбе с Ормуздом — силой света. Лжепророк, появляющийся в тексте впервые — судя по его действиям, это уже упоминавшийся ранее Зверь из земли. Нечистые духи выходят к царям всей земли, чтобы собрать их на бой, который должен произойти в Армагеддоне.